# Фитопорфирин
Фитопорфирин, или филлоэритрин, — хлорин-подобный порфирин, похожий на фаеофорбид, но с недостоющей метоксикарбонил-группой COOCH3, этил-CH2-CH3 вместо винильной группы -CH=CH2 и дополнительной двойной связью в цикле D.